# Nati nel 1907/Aprile
| Questa pagina contiene informazioni ricavate automaticamente dalle voci biografiche con l'ausilio del template Bio e di un bot. L'aggiornamento è periodico e automatico e ricostruisce completamente la pagina. Se manca una persona in questa lista, sei pregato di non aggiungerla, ma accertati piuttosto che la sua voce biografica contenga il template Bio e che i dati anagrafici siano correttamente compilati. Se il template Bio manca, inseriscilo tu stesso o, in alternativa, metti l'avviso {{tmp\|Bio}} che ne segnala la mancanza. Se i dati riportati sono sbagliati, correggi direttamente la voce biografica; le modifiche saranno visibili in questa lista entro pochi giorni. Per chiarimenti vedi il progetto biografie. La lista contiene solo le 132 persone che sono citate nell'enciclopedia e per le quali è stato implementato correttamente il template Bio. Pagina aggiornata al 18 apr 2025. |

- 1º aprile - Enrico Bertini, calciatore italiano
- 1º aprile - Shivakumara Swami, filantropo, religioso e supercentenario indiano († 2019)
- 1º aprile - João Vicente da Nova, calciatore portoghese († 1989)
- 2 aprile - Harald Andersson, discobolo svedese († 1985)
- 2 aprile - Luke Appling, giocatore di baseball e allenatore di baseball statunitense († 1991)
- 2 aprile - Alfredo Giovine, scrittore, linguista e giornalista italiano († 1995)
- 2 aprile - Peter Jørgensen, pugile danese († 1992)
- 2 aprile - Karl Rahm, militare austriaco († 1947)
- 3 aprile - Isaac Deutscher, giornalista, scrittore e storico polacco († 1967)
- 3 aprile - Mark Krejn, matematico sovietico († 1989)
- 3 aprile - Aleksander Małecki, schermidore polacco († 1939)
- 4 aprile - Alcide Bezzati, calciatore italiano († 1967)
- 4 aprile - Octavio Fantoni, calciatore brasiliano († 1935)
- 4 aprile - Paul Gadenne, scrittore e poeta francese († 1956)
- 4 aprile - Egidio Negrin, arcivescovo cattolico italiano († 1958)
- 4 aprile - Karl Julius Alexander Thoenes, alpinista e ingegnere tedesco († 1944)
- 5 aprile - Emilio Bergamini, calciatore italiano († 1971)
- 5 aprile - Sanya Dharmasakti, politico e giurista thailandese († 2002)
- 5 aprile - Simone Jouglas, ceramista francese († 2001)
- 5 aprile - Fernando Vandelli, martellista italiano († 1977)
- 6 aprile - Arvīds Bradiņš, calciatore lettone († 1941)
- 6 aprile - Joseph H. Lewis, regista statunitense († 2000)
- 6 aprile - Adalbert Püllöck, calciatore rumeno († 1977)
- 6 aprile - Robert du Bois de Vroylande, scrittore e nobile belga († 1944)
- 7 aprile - Ernest Chambers, pistard britannico († 1985)
- 7 aprile - Nils-Joel Englund, fondista svedese († 1995)
- 7 aprile - Lê Duẩn, politico e rivoluzionario vietnamita († 1986)
- 7 aprile - Vahida Maglajlić, partigiana jugoslava († 1943)
- 7 aprile - Karel Sokolář, calciatore cecoslovacco († 1970)
- 7 aprile - Friedrich Wegener, patologo tedesco († 1990)
- 8 aprile - Casilda Benegas Gallego, supercentenaria argentina († 2022)
- 8 aprile - Mario De Micheli, calciatore italiano († 1965)
- 8 aprile - Violette Leduc, scrittrice francese († 1972)
- 8 aprile - Wanda Rewska Colacino, artista polacca († 1986)
- 8 aprile - Yola d'Avril, attrice francese († 1984)
- 9 aprile - Richard Archbold, zoologo e esploratore statunitense († 1976)
- 9 aprile - Lina Basquette, attrice e ballerina statunitense († 1994)
- 9 aprile - Giambattista Bietti, oculista italiano († 1977)
- 9 aprile - Harald Christensen, pistard danese († 1994)
- 9 aprile - Birger Steen, calciatore norvegese († 1949)
- 9 aprile - Franz Wolf, militare austro-ungarico († 1999)
- 10 aprile - Frederick Copleston, presbitero, gesuita e storico della filosofia britannico († 1994)
- 10 aprile - Stretch Murphy, cestista statunitense († 1992)
- 10 aprile - Germán Suárez Flamerich, politico venezuelano († 1990)
- 10 aprile - Saturno Valentino, militare e aviatore italiano († 1987)
- 10 aprile - Gino Visentini, giornalista, critico d'arte e sceneggiatore italiano († 1988)
- 11 aprile - Paul Douglas, attore statunitense († 1959)
- 12 aprile - Giorgio Carmelich, pittore italiano († 1929)
- 12 aprile - Eugène Marius Chaboud, pilota automobilistico francese († 1983)
- 12 aprile - Pete Desjardins, tuffatore statunitense († 1985)
- 12 aprile - Imogen Holst, compositrice, arrangiatrice e direttrice di coro britannica († 1984)
- 12 aprile - Ottavia Penna Buscemi, politica italiana († 1986)
- 12 aprile - Felix de Weldon, scultore austriaco († 2003)
- 13 aprile - Ramón Herrera Bueno, calciatore spagnolo († 1960)
- 13 aprile - Roderich Menzel, tennista e scrittore cecoslovacco († 1987)
- 13 aprile - Carlo Montrasio, calciatore italiano († 1980)
- 13 aprile - Harold Stassen, politico statunitense († 2001)
- 14 aprile - François Duvalier, politico e medico haitiano († 1971)
- 14 aprile - Phyllis Konstam, attrice inglese († 1976)
- 14 aprile - Francesco Lama, pilota motociclistico italiano († 1968)
- 15 aprile - Gerald Abrahams, scacchista, scrittore e avvocato britannico († 1980)
- 15 aprile - Ferruccio Cableri, militare italiano († 1943)
- 15 aprile - George Platt Lynes, fotografo statunitense († 1955)
- 15 aprile - Pierre Pêcher, schermidore belga
- 15 aprile - Nikolaas Tinbergen, biologo, etologo e ornitologo olandese († 1988)
- 16 aprile - Pujie, principe cinese († 1994)
- 16 aprile - Joseph-Armand Bombardier, inventore e imprenditore canadese († 1964)
- 16 aprile - Wilhelm Dommes, militare tedesco († 1990)
- 16 aprile - August Eigruber, militare austriaco († 1947)
- 16 aprile - Antonio Ortiz Mena, economista messicano († 2007)
- 16 aprile - Renato Poggioli, slavista, traduttore e critico letterario italiano († 1963)
- 17 aprile - Martti Miettunen, politico finlandese († 2002)
- 17 aprile - Bertha Hernández de Ospina, politica, scrittrice e editorialista colombiana († 1993)
- 18 aprile - Lars Ahlfors, matematico finlandese († 1996)
- 18 aprile - Ettore Baruzzi, calciatore e allenatore di calcio italiano
- 18 aprile - Mbarek Bekkay, politico marocchino († 1961)
- 18 aprile - Annio Bignardi, politico e dirigente sportivo italiano († 1985)
- 18 aprile - René Karlen, cestista svizzero
- 18 aprile - Robert Laycock, generale britannico († 1968)
- 18 aprile - Walter Leinweber, hockeista su ghiaccio tedesco († 1997)
- 18 aprile - Giovanni Musotto, politico e giurista italiano († 1992)
- 18 aprile - Karl Pedersen, calciatore norvegese († 1977)
- 18 aprile - Raúl Roa García, politico cubano († 1982)
- 18 aprile - Miklós Rózsa, compositore ungherese († 1995)
- 19 aprile - Gino Contilli, compositore italiano († 1978)
- 19 aprile - Cecil Surry, animatore statunitense († 1956)
- 20 aprile - Thure Ahlqvist, pugile svedese († 1983)
- 20 aprile - Gabriel Casaccia, scrittore paraguaiano († 1980)
- 20 aprile - William Dollar, ballerino, coreografo e insegnante statunitense († 1986)
- 20 aprile - Augoustinos Kantiōtīs, vescovo ortodosso greco († 2010)
- 20 aprile - Hemsley Winfield, ballerino e coreografo statunitense († 1934)
- 21 aprile - David Alexander, scrittore e giornalista statunitense († 1973)
- 21 aprile - Dorothy Baker, scrittrice statunitense († 1968)
- 21 aprile - Dario Gay, calciatore e allenatore di calcio italiano († 1992)
- 21 aprile - Enrique Líster, generale e politico spagnolo († 1994)
- 22 aprile - Lucio Del Vecchio, scacchista italiano († 1980)
- 22 aprile - Laurier Lister, commediografo, attore e regista teatrale britannico († 1986)
- 22 aprile - Petrus Canisius Jean van Lierde, vescovo cattolico belga († 1995)
- 23 aprile - Luigi Cavallero, giornalista italiano († 1949)
- 23 aprile - Guglielmo Ferri, militare e politico italiano († 1970)
- 23 aprile - James Hayter, attore britannico († 1983)
- 23 aprile - Baltasar Lopes da Silva, scrittore, poeta e linguista capoverdiano († 1989)
- 23 aprile - Lee Miller Penrose, fotografa, fotoreporter e modella statunitense († 1977)
- 23 aprile - Fritz Wotruba, scultore e pittore austriaco († 1975)
- 24 aprile - Theodor van Eupen, militare tedesco († 1944)
- 24 aprile - Gabriel Figueroa, fotografo messicano († 1997)
- 24 aprile - Geo Widengren, storico delle religioni, orientalista e iranista svedese († 1996)
- 25 aprile - Wilhelm Bahr, militare tedesco († 1946)
- 25 aprile - Young Firpo, pugile statunitense († 1984)
- 25 aprile - Kirsten Heiberg, attrice e cantante norvegese († 1976)
- 25 aprile - Fusa Tatsumi, supercentenaria giapponese († 2023)
- 25 aprile - Håkon Walde, calciatore norvegese († 1988)
- 25 aprile - Othmar Winkler, artista e scultore italiano († 1999)
- 26 aprile - Meme Bianchi, cantante italiana († 2000)
- 26 aprile - Enzo Marchesi, generale italiano († 1997)
- 27 aprile - Thure Andersson, lottatore svedese († 1976)
- 27 aprile - Edoino Busetto, scacchista italiano
- 28 aprile - Alec Cheyne, calciatore e allenatore di calcio scozzese († 1983)
- 28 aprile - Otto Hofmann, pittore tedesco († 1996)
- 28 aprile - Raymond Braine, calciatore belga († 1978)
- 28 aprile - Henri Michel, storico francese († 1986)
- 28 aprile - Zoja Ivanovna Voskresenskaja, diplomatica, agente segreta e scrittrice sovietica († 1992)
- 29 aprile - Sydney Box, produttore cinematografico e sceneggiatore britannico († 1983)
- 29 aprile - Chūya Nakahara, poeta giapponese († 1937)
- 29 aprile - Tino Rossi, cantante e attore francese († 1983)
- 29 aprile - William Patrick Whelan, arcivescovo cattolico sudafricano († 1966)
- 29 aprile - Fred Zinnemann, regista austriaco († 1997)
- 30 aprile - Arturo Bertolero, calciatore rumeno
- 30 aprile - Hans Jacobs, ingegnere tedesco († 1994)
- 30 aprile - Gian Gaspare Napolitano, giornalista, scrittore e sceneggiatore italiano († 1966)
- 30 aprile - Carlo Rizzo, attore italiano († 1979)
- 30 aprile - Karl-Lothar Schulz, generale tedesco († 1972)